# Dexter Lawrence
Dexter Lawrence (Wake Forest, 12 novembre 1997) è un giocatore di football americano statunitense che milita nel ruolo di nose tackle per i New York Giants della National Football League (NFL).

## Carriera universitaria
Lawrence al college giocò a football con i Clemson Tigers dal 2016 al 2018. Nella prima stagione fece registrare 6,5 sack, venendo premiato come rookie dell'anno dell'Atlantic Coast Conference. Con i Tigers vinse due campionati NCAA.

## Carriera professionistica
Lawrence fu scelto nel corso del primo giro (17º assoluto) del Draft NFL 2019 dai New York Giants. Debuttò come professionista partendo come titolare nella gara del primo turno contro i Dallas Cowboys mettendo a segno un tackle. Nel terzo turno mise a segno il primo sack in carriera su Jameis Winston dei Tampa Bay Buccaneers. La sua prima stagione si concluse con 38 tackle e 2,5 disputando tutte le 16 partite come titolare e venendo inserito nella formazione ideale dei rookie della Pro Football Writers of America.
Nel 2022 Lawrence fu convocato per il suo primo Pro Bowl e inserito nel Second-team All-Pro dopo avere fatto registrare i nuovi primati personali in placcaggi (68), sack (7,5), fumble forzati (2) e passaggi deviati (3).
Il 4 maggio 2023 Lawrence firmó un nuovo contratto quadriennale del valore di 90 milioni di dollari. Nella settimana 8 contro i New York Jets fece registrare un sack, un placcaggio con perdita di yard, 5 quarterback hit e 15 pressioni sul quarterback, dato quest'ultimo che pareggiò il record per il maggior numero di pressioni in una singola gara per un difensore di linea interno. A fine stagione fu convocato per il suo secondo Pro Bowl e inserito nel Second-team All-Pro dopo avere messo a segno 53 placcaggi e 4,5 sack.
Nel settimo turno della stagione 2024, Lawrence mise a segno due sack nella sconfitta interna contro i Philadelphia Eagles. Nella gara del Giorno del Ringraziamento contro i Dallas Cowboys si infortunò a un gomito, perdendo tutto l'ultimo mese di gioco. Malgrado ciò chiuse l'annata con un nuovo primato personale di 9 sack, venendo convocato per il suo terzo Pro Bowl.

## Palmarès
- Convocazioni al Pro Bowl: 3

2022, 2023, 2024
- Second-team All-Pro: 2

2022, 2023
- PFWA All-Rookie Team - 2019